# Elva Ambía
Elva Ambía es una educatora, activista de la lengua quechua, escritora y fundadora del Colectivo Quechua de Nueva York.

## Vida
Elva Ambía, hablante nativa de quechua, nació en la región andina de Huancavelica y creció en Chincheros, Apurímac; luego migró a Lima, la capital del país. Debido a la situación económica y para ayudar a su familia en Perú, ella migró a los Estados Unidos a los 22 años. En Nueva York trabajó en fábricas de ropa, oficinas de asistencia social y en escuelas.

## Activismo lingüístico quechua
Ambía indica que su activismo empezó cuando ella trató de buscar libros en quechua en un biblioteca local de Nueva York, y se dio cuenta de que no podía encontrar ninguno. Entonces, sintió la necesidad de promover la lengua y cultura de los Andes. En 2012 ella cofundó el Colectivo Quechua de Nueva York. La misión de esta organización consiste en preservar y difundir las lenguas quechua mediante talleres, eventos culturales y programación educativa en la ciudad de Nueva York.
El documental Viviendo con el Quechua/Living Quechua (2015) narra el trabajo de Elva Ambía en la promoción del valor del quechua y las lenguas indígenas en los Estados Unidos. En 2018 Ambía recibió el Premio Quechua a la Trayectoria de Vida por The Quechua Alliance.

## Obra literaria
En 2017 Ambía publicó Qoricha, un libro infantil en Quechua, español e inglés.